# MAC 1934
MAC 1934是一个原产于法国的机枪, 基本上是飞机上赖贝尔机枪的变体。

## 历史
1934年, Manufacture d'Armes de Châtellerault (沙泰勒罗武器制造公司,简称MAC) 完成了MAC 1934机枪的研发以取代在 Armée de l'Air（法国空军）使用的达纳1933型机枪。其实质上是赖贝尔机枪1931型的高射速改进型，也使用同样的7.5 mm MAS弹药，MAC 34为导气式枪机，弹鼓供弹。以下是两个主要改型：
- tourelle (炮塔型), 由100发的可替换弹药库供弹,可以较为灵活的安装使用, 通常会配备 Alkan 1935 反射式瞄准镜。
- aile (机翼型) 由300或500发的弹鼓供弹, 用于固定安装。

MAC 34 无法安装射击协调器, 而且制造起来比同类型类似的武器更昂贵,但是它更紧凑并且可靠性更佳。
最初法国空军更喜欢弹匣供弹的武器, 但是因为机枪手装弹太频繁，最终接受了MAC34的供弹系统, 而且更紧凑更方便安装。最终使得弹链供弹的改进型应运而生。这个武器在1939年推出，被命名为MAC 1934 M39。

## 概述
MAC 1934机枪从1935年起直到40年代一直在法国空军装备。像其他的步枪口径的机枪一样，MAC 34被证明在二战中作战还是太轻。其中的一个MAC 34的弱点是在高空作战时，超过20000英尺时会有冻结倾向。Morane-Saulnier M.S.406上便为它添加了加热器以供高空使用。法国空军曾计划使用多种类型的重型航空机枪, 包括MAC 34的11mm口径改型, 但是没有一个在法国投降前完成。

## 二战后使用情况
在1957年左右的阿尔及利亚，MAC 1934在Morane-Saulnier MS.500轻型飞机上用于反游击行动. 法国空军在尾部窗口里安装了MAC 1934T作为自卫武器射击，虽然有些飞机通过在战场上改造使其通过侧面窗口进行射击。

## 使用方
- 法國